# Pandulf al IV-lea de Capua

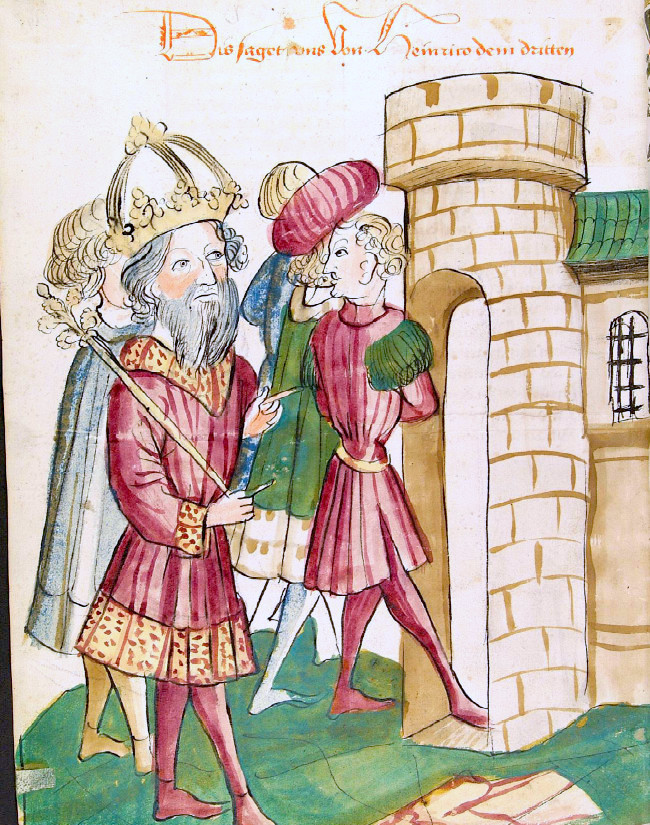
Pandulf al IV-lea luat prizonier de către împăratul Henric al II-lea.

Pandulf al IV-lea de Capua (d. 1049 sau 1050) a fost prinț longobard de Capua în trei rînduri.
Din februarie 1016 până în 1022, el a domnit în asociere cu vărul său Pandulf al II-lea. În 1018, catepanul bizantin de Italia Vasile Boioannes a distrus armata longobardă, răsculată sub conducerea lui Melus din Bari și aliată cu normanzii aventurieri din sudul Italiei în bătălia de la Cannae. This Această izbândă a condus la recunoașterea bizantinilor ca stăpânitori ai regiunii de către toți principii din Italia de sud, care anterior juraseră supunere împăraților occidentali. Dintre principi, Pandulf era cel mai convins suporter al grecilor. El l-a sprijinit pe Boioannes să captureze în anul 1020 turnul din Garigliano în care se refugiase cumnatul lui Melus, Dattus, însă acest eveniment a condus, ca măsură punitivă, la invadarea Italiei de catre o puternică armată venind din Germania. Un detașament al acesteia, condus de arhipiescopul Pilgrim de Köln a străbătut coasta tireniană, ajungând să asedieze chiar Capua. În 1022, principele a fost capturat, germanii instalând la conducere un nou principe, Pandulf al V-lea, pe atunci conte de Teano. Pandulf al IV-lea a fost pus în lanțuri și dus în fața împăratului Henric al II-lea, care era hotărât să îl execute dacă Pilgrim de Köln nu ar fi intervenit. Pandulf a fost atunci închis în Germania, rămânând în închisoare vreme de doi ani.
El a fost eliberat abia de către împăratul Conrad al II-lea în 1024, la rugămintea principelui Guaimar al III-lea de Salerno, care spera astfel să aibă sprijinul unui nou aliat. Ajutat de Guaimar și de aventurierul normand Rainulf Drengot, Pandulf a început imedat să asedieze Capua. În 1025, generalul Vasile Boioannes, care până atunci fusese ocupat cu o expediție asupra sarazinilor din Siclia, i s-a alăturat cu o puternică armată. Ca urmare, în 1026, după un asediu de 18 luni de zile, orașul a căzut. Contele de Teano a obținut totuși liberă trecere către Napoli din partea comandantului grec. Pandulf al IV-lea a revenit la conducerea principatului și a rămas la pature până în 1038.
În 1027, Pandulf al IV-lea l-a înfrânt și depus pe ducele Sergiu al IV-lea de Neapole, însă acesta din urmă a fost reinstalat la putere în 1029 de către o armată normandă de sub conducerea lui Rainulf Drengot, fostul aliat al lui Pandulf, normandul primind pentru ajutorul acordat comitatul de Aversa, primul cap de pod normand din sudul Italiei. În continuare, ducele Pandulf și-a îndreptat atenția către abația de Montecassino. Abatele anterior, care îl sprijinise pe Pandulf, fusese nevoit să fugă în fața invaziei din 1024 a trupelor imperiale, iar noul abate, Theobald, se bucura de încrederea Imperiului occidental și a papalității. După ce l-a invitat la Capua, Pandulf l-a aruncat pe abate în închisoare. În 1032, Pandulf a întreprins o altă acțiune, de această dată împotriva fostului aliat al lui Sergiu al IV-lea. anume ducele Ioan al V-lea de Gaeta. Principele de Capua a cucerit Gaeta, preluînd titlul consular și ducal al acesteia. Pentru toate acestea, Pandulf a fost numit de către cronicarul Amato de Montecassino ca un fortissime lupe, "lupul din Abruzzi" sau "un om al faptelor îndrăznețe".
În același timp, noul conte de Salerno Guaimar al IV-lea, s-a hotărît să solicite atât pe împăratul occidental, cât și pe cel bizantin, să găsească o soluție pentru rezolvarea tuturor disputelor și neînțelegerilor din Italia de sud. Dintre cei doi monarhi, doar Conrad al II-lea a dat curs invitației. Sosind la Troia (în regiunea Foggia) în 1038, el a ordonat lui Pandulf să restituie proprietățile luate de la mănăstirea din Montecassino. Pandulf și-a trimis propria soție și pe propriul fiu în fața împăratului, pentru a-i cere pacea, oferindu-i numeroase daruri confecționate din aur, precum și un fiu și o fiica drept ostateci. Conrad a acceptat oferta, însă fiul ostatec a scăpat de sub escortă, iar Pandulf însuși a găsit refugiu în castelul său de la Sant'Agata de' Goti. Conrad a preluat controlul asupra Capuei, pe care i-a acordat-o lui Guaimar, alături de titlul princiar. Cu aceeași ocazie, împăratul german a recunoscut dependența Aversei de comitatul de Salerno. Între timp, Pandulf s-a deplasat la Constantinopol, căutând protecția aliaților săi greci. Cu toate acestea, în condițiile modificărilor rapide de alianțe și al jocurilor politice, el a fost închis și de către bizantini.
În continuare, Guaimar a intrat în conflict cu împăratul bizantin Mihail al IV-lea, care, chiar înainte de a muri, l-a eliberat pe Pandulf din captivitate. Pandulf a revenit în Italia în anul 1042. În următorii cinci ani, el și susținătorii săi nu au încetat să constituie o amenințare pentru Guaimar. În 1047, împăratul romano-german Henric al III-lea, fiul lui Conrad, a coborât în sudul Italiei și i-a făcut pe conducătorii normanzi Rainulf Drengot și Tancred of Hauteville vasali direcți ai săi, întărind astfel poziția normanzilor în defavoarea longobarzilor.